# Aruna Irani
Aruna Irani (Mumbai, 18 agosto 1946) è un'attrice indiana.

## Filmografia parziale

### Cinema
- Upkar, regia di Manoj Kumar (1967)
- Farz, regia di Ravikant Nagaich (1967)
- Caravan, regia di Nasir Hussein (1971)
- Bobby, regia di Raj Kapoor (1973)
- Do Jhoot, regia di Jitu Thakar (1975)
- Fakira, regia di C.P. Dixit (1976)
- Khoon Pasina, regia di Rakesh Kumar (1977)
- Sargam, regia di K. Viswanath (1979)
- Red Rose, regia di Bharathiraja (1980)
- Qurbani, regia di Feroz Khan (1980)
- Love Story, regia di Rahul Rawail (1981)
- Rocky, regia di Sunil Dutt (1981)
- Doodh Ka Karz, regia di Ashok Gaewkad (1990)
- Beta, regia di Indra Kumar (1992)
- Raja Babu, regia di David Dhawan (1994)
- Suhaag, regia di Kuku Kohli (1994)
- Kartavya, regia di Raj Kanwar (1995)
- Dil To Pagal Hai, regia di Yash Chopra (1997)
- Ghulam-E-Musthafa, regia di Partho Ghosh (1997)
- Anari No. 1, regia di Kuku Kohli (1999)
- Hum Tumhare Hain Sanam, regia di K. S. Adhiyaman (2002)

### Televisione
- Mehndi Tere Naam Ki (2000-2002)
- Des Mein Niklla Hoga Chand (2001-2005)
- Rabba Ishq Na Hove (2005-2006)
- Vaidehi (2006)
- Dekha Ek Khwaab (2011-2012)

## Premi
- Filmfare Awards
  - 1985: "Best Supporting Actress"
  - 1993: "Best Supporting Actress"
  - 2012: "Lifetime Achievement Award"
- Indian Telly Awards
  - 2003: "Best Weekly Show Award"